# Atletica leggera ai Giochi della XXVI Olimpiade - Marcia 10 km
La prova di marcia 10 km ha fatto parte del programma femminile di atletica leggera ai Giochi della XXVI Olimpiade. La competizione si è svolta il 29 luglio 1996 nella città di Atlanta, con arrivo nello Stadio olimpico.

## Presenze ed assenze delle campionesse in carica
| Competizione         | Atleta            | Prestazione | Atlanta 1996 |
| -------------------- | ----------------- | ----------- | ------------ |
| Olimpiadi 1992       | Chen Yueling      | 44'32”      | Assente      |
| Commonwealth 1994    | Kerry Saxby-Junna | 44'25”      | Presente     |
| Goodwill Games 1994  | Olimpiada Ivanova | 42'30”31    | Squalif.     |
| Europei 1994         | Sari Essayah      | 42'37”      | Presente     |
| Asiatici 1994        | Gao Hongmiao      | 44'11”      | Presente     |
| Panamericani 1995    | Graciela Mendoza  | 46'31”90    | Presente     |
| Coppa del mondo 1995 | Gao Hongmiao      | 42'19"      | Presente     |
| Mondiali 1995        | Irina Stankina    | 42'13”      | Presente     |

1. ↑  Nel 1993 si è trasferita negli Stati Uniti.

### Ordine d'arrivo
| Pos.    | Atleta                | Nazione              | Tempo   | Note            |
| ------- | --------------------- | -------------------- | ------- | --------------- |
| Oro     | Elena Nikolaeva       | Russia               | 41' 49" | Record olimpico |
| Argento | Elisabetta Perrone    | Italia               | 42' 12" |                 |
| Bronzo  | Wang Yan              | Cina                 | 42' 19" |                 |
| 4       | Gu Yan                | Cina                 | 42' 34" |                 |
| 5       | Rossella Giordano     | Italia               | 42' 43" |                 |
| 6       | Olja Kardapoltseva    | Bielorussia          | 43' 02" |                 |
| 7       | Katarzyna Radtke      | Polonia              | 43' 05" |                 |
| 8       | Valentina Tsybulskaja | Bielorussia          | 43' 21" |                 |
| 9       | Mária Urbanik         | Ungheria             | 43' 32" |                 |
| 10      | Yelena Gruzinova      | Russia               | 43' 50" |                 |
| 11      | Annarita Sidoti       | Italia               | 43' 57" |                 |
| 12      | Kerry Saxby-Junna     | Australia            | 43' 59" |                 |
| 13      | Susana Feitor         | Portogallo           | 44' 24" |                 |
| 14      | Michelle Rohl         | Stati Uniti          | 44' 29" |                 |
| 15      | Kathrin Born-Boyde    | Germania             | 44' 50" |                 |
| 16      | Sari Essayah          | Finlandia            | 45' 02" |                 |
| 17      | Nataliya Misyulya     | Bielorussia          | 45' 11" |                 |
| 18      | Graciela Mendoza      | Messico              | 45' 13" |                 |
| 19      | Anne Manning          | Australia            | 45' 27" |                 |
| 20      | Debbi Lawrence        | Stati Uniti          | 45' 32" |                 |
| 21      | Svetlana Tolstaya     | Kazakistan           | 45' 35" |                 |
| 21      | Anita Liepina         | Lettonia             | 45' 35" |                 |
| 23      | Deirdre Gallagher     | Irlanda              | 45' 47" |                 |
| 23      | Annastasia Raj        | Malaysia             | 45' 47" |                 |
| 23      | Janice McCaffrey      | Canada               | 45' 47" |                 |
| 26      | Jane Saville          | Australia            | 45' 56" |                 |
| 27      | Anikó Szebenszky      | Ungheria             | 45' 57" |                 |
| 28      | María Vasco           | Spagna               | 46' 09" |                 |
| 29      | Norica Câmpean        | Romania              | 46' 19" |                 |
| 30      | Tatyana Ragozina      | Ucraina              | 46' 25" |                 |
| 31      | Nathalie Fortain      | Francia              | 46' 43" |                 |
| 32      | Tina Poitras          | Canada               | 46' 51" |                 |
| 33      | Vicky Lupton          | Gran Bretagna        | 47' 05" |                 |
| 34      | Geovana Irusta        | Bolivia              | 47' 13" |                 |
| 35      | Maya Sazonova         | Kazakistan           | 47' 33" |                 |
| 36      | Valérie Nadaud        | Francia              | 47' 49" |                 |
| 37      | Sonata Milušauskaitė  | Lituania             | 48' 05" |                 |
| 38      | Kada Delić            | Bosnia ed Erzegovina | 48' 47" |                 |
| —       | Encarna Granados      | Spagna               | Rit.    |                 |
| —       | Gao Hongmiao          | Cina                 | Squal.  |                 |
| —       | Beate Gummelt         | Germania             | Squal.  |                 |
| —       | Victoria Herazo       | Stati Uniti          | Squal.  |                 |
| —       | Yuka Mitsumori        | Giappone             | Squal.  |                 |
| —       | Irina Stankina        | Russia               | Squal.  |                 |